# Heinrich Berger (Musiker)

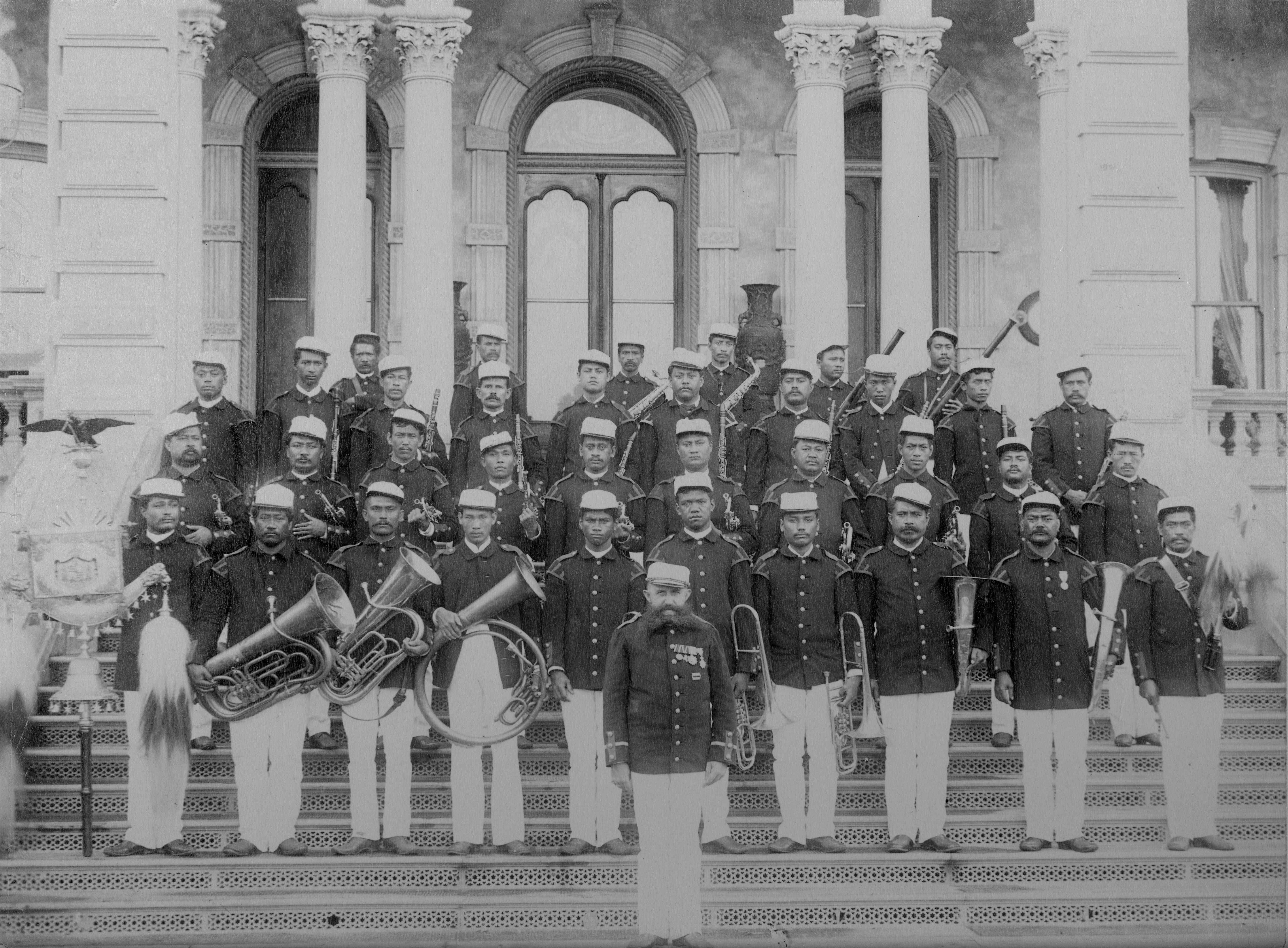
Heinrich Berger, als Leiter der Royal Hawaiian Band

Heinrich August Wilhelm Berger, auch Henry Berger und Henri Berger (* 4. August 1844 in Berlin; † 14. Oktober 1929 in Honolulu) war ein deutscher Militärmusiker und langjähriger Kapellmeister der Königlich Hawaiischen Blaskapelle (Royal Hawaiian Band).

## Leben
Heinrich Berger wuchs in Coswig (Anhalt) auf. Nach der Ausbildung zum Militärmusiker diente er beim 2. Garde-Regiment zu Fuß, in der Friedrichstraße 107 in Berlin. Dort stieg er früh zum Stabshoboisten (Feldwebel) und stellvertretenden Kapellmeister auf. Unter der Leitung von Johann Strauß spielte er in verschiedenen Orchestern in Paris, Berlin und Wien.
Auf ein schriftliches Gesuch aus dem Königreich Hawaiʻi, dessen Monarch Kamehameha V. in Europa um die Entsendung eines geeigneten Kandidaten für die Leitung der landeseigenen Militärkapelle bat, befahl Preußens Herrscher, Wilhelm I., im Jahr 1872 den damals 27 Jahre alten Berger nach Hawaiʻi.
Der Episode vorausgegangen war ein Besuch der österreichische Fregatte SMS Donau, im Jahr 1869, auf Hawaiʻi. Das Schiff hatte sich, im Rahmen einer Wirtschaftsexpedition unter dem Kommando von Anton von Petz, auf dem Weg nach Ostasien befunden, musste aber, aufgrund von während der Durchquerung eines Taifuns aufgetretenen Schäden, im Hafen von Honolulu vor Anker gehen. Während der Reparaturarbeiten gab die militärische Bordkapelle an Land mehrere Platzkonzerte. Hawaiʻis Königshof und die örtliche Bevölkerung reagierten begeistert und entwickelten ein Faible für österreichische und preußische Marschmusik.
Nach seiner Ankunft, am 2. Juni 1872, übernahm Heinrich Berger die Leitung der 1836 gegründeten Royal Hawaiian Band. Innerhalb kurzer Zeit formte er die Kapelle zu einem anerkannten und beliebten Ensemble. Einige der besten und bekanntesten Musiker Hawaiʻis wurden in der Kapelle ausgebildet und die Reisen zum Festland (1883, 1905, 1906) trugen zur Verbreitung hawaiischer Musik bei. Berger blieb ihr Kapellmeister bis zum Jahre 1915.
Mit der königlichen Familie der Kalākaua-Dynastie war er freundschaftlich verbunden. Viele Kompositionen der musikalisch sehr begabten Königin Liliʻuokalani arrangierte er für die Royal Hawaiian Band. Am 4. August 1881 berichtete König Kalākaua während seiner Weltreise in einem Brief aus Berlin an seine Schwester, die Regentin Liliʻuokalani, dass er Mutter und Schwester von Henry Berger getroffen habe und kündigte die Übersendung eines Programms an, dessen Stücke Berger bei seiner Rückkehr mit der Royal Hawaiian Band spielen solle.

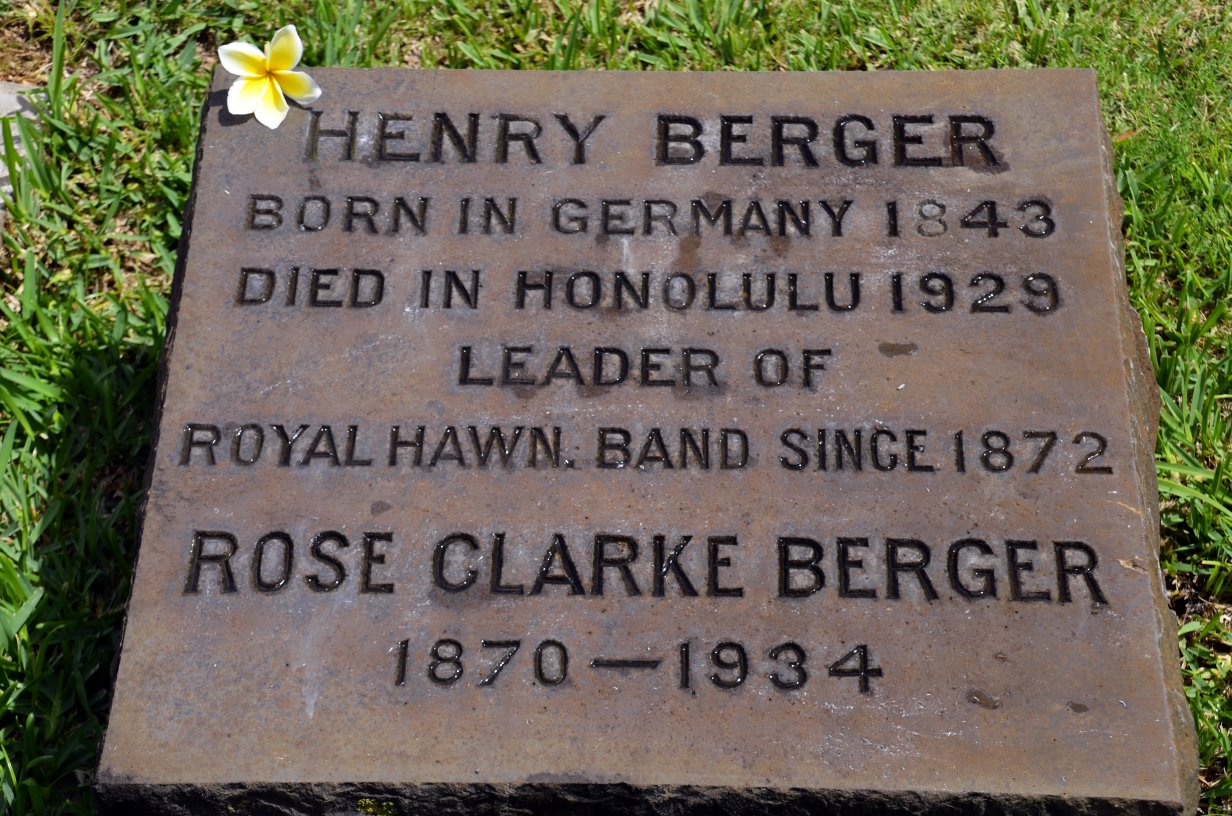
Grabstein von Heinrich Berger auf dem Friedhof der Kawaiahaʻo Church

Die letzte Ruhestätte Heinrich Bergers befindet sich auf dem Friedhof der Kawaiahaʻo Church in Honolulu. Der Dichter Robert Louis Stevenson hat ihm in seiner Novelle Der Flaschenkobold ebenfalls ein Denkmal gesetzt.

## DieRoyal Hawaiian Bandnach dem Sturz der Monarchie
Die Royal Hawaiian Band blieb nach dem Sturz der Königin bestehen, obwohl andere Symbole des Königreichs Hawaiʻi während der kurzen Phase der „Republik Hawaiʻi“ beseitigt wurden, wie zum Beispiel der Schellenbaum, den König David Kalākaua als Erinnerung an seinen Besuch in Berlin von Kaiser Wilhelm I. geschenkt bekommen hatte.
Die feierliche Annexion am 12. August 1898 war für die Hawaiier in der Kapelle ein besonders schwerer Moment. Mit Erlaubnis Heinrich Bergers verließen sie vorzeitig die Zeremonie.
Seit 1905 ist die Stadt Honolulu Träger der Royal Hawaiian Band.

## „Vater der hawaiischen Musik“
Der Kapellmeister, Komponist und Arrangeur Heinrich Berger wurde von Königin Liliʻuokalani „Vater der hawaiischen Musik“ genannt. Die von ihm ursprünglich als Hymn of Kamehameha I. (1874) komponierte Melodie wurde mit den Worten David Kalākauas als „Hawaiʻi Ponoʻi“ zur Hymne des Königreiches und ist heute State Song des Bundesstaates Hawaiʻi.
In seinen Kompositionen verband Berger preußische, österreichische und hawaiische Traditionen zu einem eigenen Stil, der viel zu seiner Beliebtheit beitrug. Die Aufzeichnung historischer Gesänge, seine Arrangements für hawaiische Musik und deren Veröffentlichung im Druck sind ein wichtiger Bestandteil der Musikgeschichte Hawaiʻis. Zu den zahlreichen Spuren seines Wirkens zählen unter anderem die Erweiterung der musikalischen Erziehung an den Kamehameha Schools (1893–1903) und die musikalische Leitung des Honolulu Amateur Dramatic Club, der sich um die Aufführung von Opern verdient machte. Berger war auch Dirigent des späteren Symphonieorchesters von Honolulu.
Das Andenken an den Preußen ist in Hawaiʻi bis in die Gegenwart lebendig geblieben. 1995 wurde Heinrich Berger in die Hawaiian Music Hall of Fame aufgenommen und zum 130. Jahrestag seiner Ankunft erschien eine Serie von Briefmarken zu seinen Ehren.

## Werke
Zu Heinrich Bergers bekanntesten Kompositionen gehören:
- Hawaiʻi ponoʻī
- The Hula March
- Hilo March
- Kohala March
- Nuʻuanu Valley Polka
- Sweet Lei Lehua

Den Marsch Sweet Lei Lehua schrieb Berger für seine Tochter Leilehua Berger Billam Walker, die 2001 im Alter von 93 Jahren starb.